# Allie Quigley
Alexandria „Allie” Quigley (ur. 20 czerwca 1986 w Joliet) – amerykańska koszykarka, posiadająca także węgierskie obywatelstwo, występująca na pozycjach rozgrywającej oraz rzucającej.
27 lutego 2019 przedłużyła umowę z Chicago Sky.

## Osiągnięcia

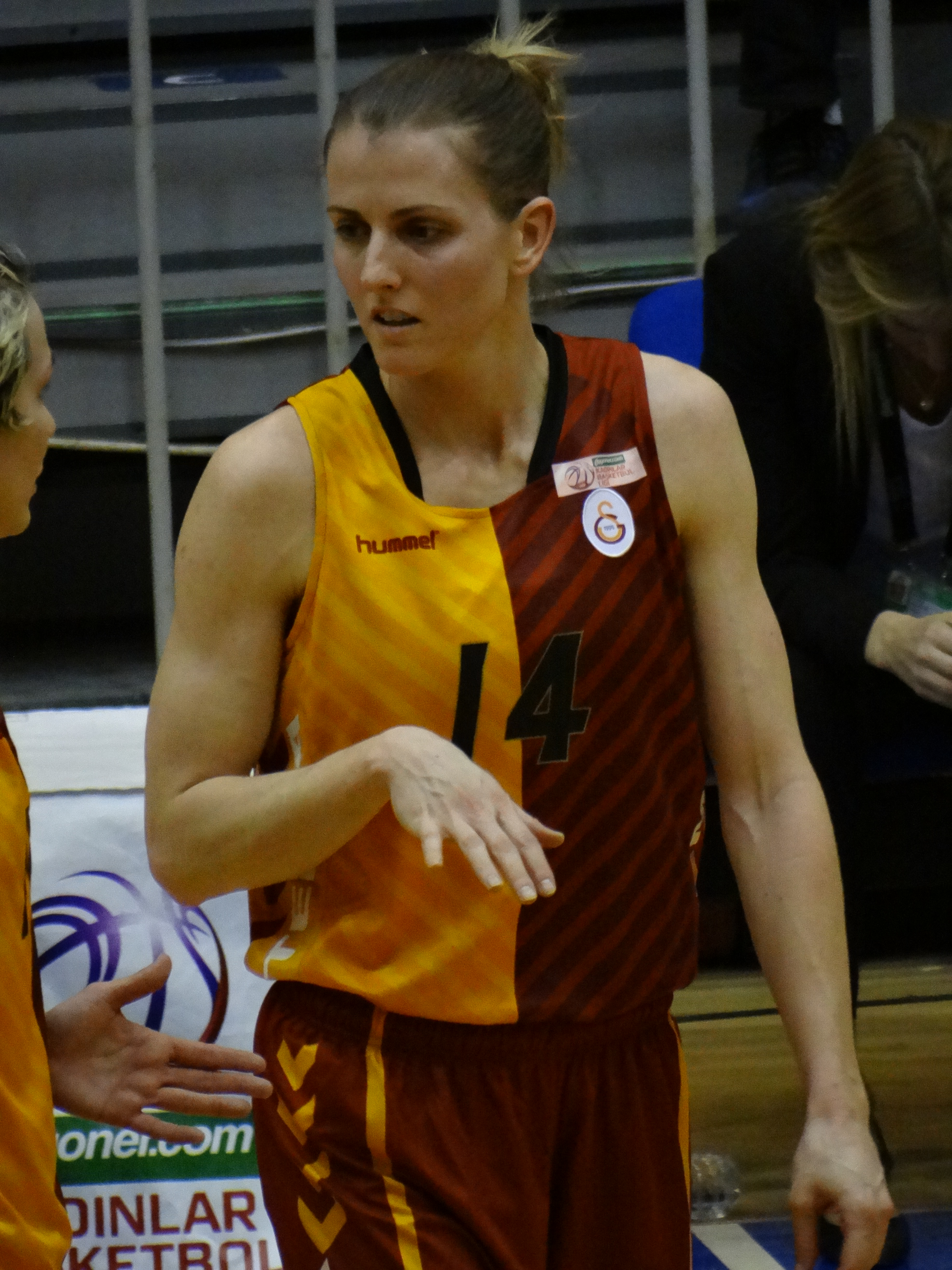
Quigley w barwach tureckiego Galatasaray (2018).

Stan na 17 czerwca 2022, na podstawie, o ile nie zaznaczono inaczej.

### NCAA
- Uczestniczka:
  - II rundy rozgrywek turnieju NCAA (2005, 2006)
  - turnieju NCAA (2005–2008)
- Mistrzyni:
  - sezonu zasadniczego konferencji USA (2005)
  - turnieju konferencji USA (2005)

### WNBA
- Mistrzyni WNBA (2021)
- Wicemistrzyni WNBA (2014)
- Finalistka pucharu WNBA Commissioner's Cup (2022)[4]
- 3-krotna Rezerwowa Roku WNBA (2014, 2015)
- Zwyciężczyni konkursu rzutów za 3 punkty WNBA (2017, 2018, 2021[5], 2022)
- Uczestniczka:
  - meczu gwiazd WNBA (2017–2019[6])
  - konkursu rzutów za 3 punkty WNBA (2017–2019, 2021)[7]
- Liderka WNBA w skuteczności rzutów wolnych (95,9% – 2021)[8]

### Inne
Drużynowe
- Mistrzyni:
  - Euroligi (2021)
  - Eurocup (2018)
  - Polski (2014, 2015)
  - Rosji (2020, 2021)
  - Węgier (2010)
  - Turcji (2016)
  - Włoch (2019)
- Wicemistrzyni:
  - Euroligi (2017)
  - Węgier (2011)
  - Turcji (2017)
- Brąz:
  - Euroligi (2016)
  - Eurocup (2019)
  - mistrzostw Węgier (2012)
- Zdobywczyni: 
  - pucharu:
    - Turcji (2016)
    - Polski (2014, 2015)
    - Węgier (2010)

  - Superpucharu:
    - Superpuchar Europy (2019)
    - Turcji (2015, 2016)
    - Włoch (2018)
- Finalistka:
  - Superpucharu Europy (2021)
  - Pucharu Rosji (2020)
- Uczestniczka rozgrywek Euroligi (2009–2011, od 2012)

Indywidualne
- MVP:
  - Pucharu Turcji (2016)
  - meczu gwiazd PLKK (2014, 2015)
  - tygodnia WNBA (11.08.2014)[9]
- Uczestniczka meczu gwiazd:
  - PLKK (2014, 2015)
  - FIBA All-Star Game (2011)
- Zwyciężczyni konkursu rzutów za 3 punkty PLKK (2014)
- Liderka strzelczyń w ligi tureckiej (2018)

Reprezentacja
- Uczestniczka mistrzostw Europy (2015 – 17. miejsce)